# Tanjoe Kirjakov
Tanjoe Kirjakov (Bulgaars: Таню Киряков) (Roese, 2 maart 1963) is een Bulgaars schutter. Hij is de enige die er ooit in is geslaagd op de 10 meter luchtpistool en de 50 meter pistool goud te halen. Hij is tevens de eerste olympische kampioen ooit op de 10 meter luchtpistool.

## Olympische medailles
- Seoel 1988
  -  - 10 meter luchtpistool

- Atlanta 1996
  -  - 10 meter luchtpistool

- Sydney 2000
  -  - 50 meter pistool